# Microsoft Plus!
Microsoft Plus! — коммерческий продукт, дополняющий возможности Microsoft Windows. Последней редакцией была Plus! SuperPack, которая включала в себя заставки, темы, игры и мультимедийные приложения. Microsoft Plus! впервые был анонсирован 31 января 1994 года под кодовым названием Frosting.
Дополнения из Microsoft Plus! обычно разрабатывала сама Microsoft. Пакеты Plus! также включали игры и контент от третьих лиц, например, в Plus! for Windows XP игра HyperBowl была разработана компанией Hyper Entertainment.
Поддержка Microsoft Plus! была прекращена в пользу Ultimate Extras для Windows Vista.

## Версии

### Microsoft Plus! для Windows 95
Первая версия продукта. Включала в себя Space Cadet Pinball, Internet Jumpstart Kit (в котором, помимо прочего, присутствовал браузер Internet Explorer 1.0), DoubleSpace, Compression Agent (утилиты для сжатия диска), начальные версии тем оформления (всего 12 тем оформления), сервер коммутированного доступа, редактор макросов подключения и графические улучшения: сглаженные экранные шрифты, плавное передвижение окон, способность растягивать или сжимать изображение рабочего стола для соответствия разрешению экрана и 32-битные иконки. Планировщик задач, который присутствует в более поздних версиях Windows, в Windows 95 назывался System Agent. Более поздние версии (OSR2 и новее) включали DriveSpace 3 и Internet Explorer 3.0. Windows 98 включала все эти программы, кроме игры Пинбол, которая появилась в поставках Windows начиная с Windows NT 4.0.

### Microsoft Plus! для детей
Пакет вышел в 1997 году и был предназначен для детей. Включал в себя три новых приложения: Talk It!, программа типа «text-to-speech», Play It! (электронная клавиатура с музыкой и звуковыми эффектами), и Paint It! (версия Paint, оптимизирована для обучения детей). Версия также содержала picture picker наряду с клипартами, шрифтами, десятью новыми темами оформления, и программой Protect It! (Родительский контроль для Internet Explorer). Plus! для детей была единственной версией Plus! от подразделения Microsoft — Microsoft Home and Entertainment. Все остальные версии были сделаны программистами из Windows Operating System development group.

### Microsoft Plus! для Windows 98
Как продолжение к оригинальному набору дополнений Windows Plus! 98 включала оригинальный набор тем, в который входили восемнадцать новых тем оформления (некоторые из них были основаны на таких популярных в то время комиксах, как FoxTrot и Garfield), наряду с новыми приложениями для Windows 98. 3D-скринсейвер organic art обрабатывал уникальные на то время трехмерные модели. Утилита очистки Меню Пуск была добавлена в Windows 98 как Maintenance Wizard. Утилита Cybermedia Non-Critical File Cleaner была интегрирована в «Очистку диска». Интеграция ZIP-файлов в Проводник Windows была впервые произведена в этой версии под названием Сжатые папки. Новые игры, такие как Microsoft Golf 98 Lite, Lose Your Marbles!, и популярный сейчас Пасьянс Паук, также входили в состав Plus! 98. Deluxe CD Player с поддержкой CDDB  и простая «экспресс» версия Picture It! также были включены. Наконец, Plus! 98 поставлялась с антивирусом McAfee VirusScan 3.0 с возможностью бесплатного обновления в течение шести месяцев.
Такие приложения Plus! 98 как Сжатые папки и Пасьянс Паук были включены в состав Windows Me и более поздних версиях Windows. Deluxe CD Player поставлялась с Windows 2000. Также в Windows 2000 осталось приложение для управления темами рабочего стола Themes.exe с функцией автоматической смены тем по расписанию. Однако сами заготовки тем в Windows 2000 включены не были.
Windows XP не поддерживает установку  Plus! 98. Однако для тех, кто испытывает ностальгию по играм и темам из него, есть способ установки Plus! 98 под Windows XP. Для этого необходимо установить режим совместимости для установщика setup.exe под Windows 98 и в процессе выбора компонентов снять галочки с заведомо несовместимых с Windows XP приложений (Maintenance Wizard, Сжатые папки, McAfee VirusScan, Spider Solitaire). После установки вполне корректно работают Deluxe CD Player, Picture It!, игра Lose Your Marbles! Есть проблемы при запуске тем рабочего стола (некорректное отображение шрифтов и Flash-компонентов в некоторых темах), экранной заставки Organic art. Также не работает достаточно удобная оболочка выбора тем рабочего стола, где можно было устанавливать автоматическую смену тем по расписанию и отдельные компоненты тем (значки, шрифты, звуки, указатели мыши).

### Microsoft Plus! Игровой Пакет: Карты и Пазлы
Этот пакет Plus! был выпущен в то же время, что и Windows Millennium Edition, однако его можно было поставить на другие версии Windows. Он включал: Microsoft Entertainment Pack: The Puzzle Collection — коллекцию из десяти аркадных игр и Microsoft Bicycle Card Collection, набор из двенадцати карточных игр. Триал-версия игры Microsoft Pandora’s Box также присутствовала в пакете.

### Microsoft Plus! для Windows XP
Выпущенный под названием «The Ultimate Companion for Windows XP», Microsoft Plus! для Windows XP представлен вместе с Windows XP 25 октября 2001 года. Эта версия пакета была создана, чтобы показать новые возможности Windows XP: пакет был представлен с обновленным Windows Media Player и 3D-технологиями DirectX. Продолжая традиции предыдущих пакетов, Plus! для Windows XP содержал заставки, игры, и приложения.
Plus! для Windows XP включает:
- Plus! Темы
- Plus! Заставки
- Plus! Голосовые команды для Windows Media Player
- Plus! Personal DJ (Программа для создания списков воспроизведения)
- Plus! Конвертер MP3
- Plus! CD Label Maker (Для создания обложек CD)
- Plus! Speaker Enhancement
- Plus! 3D Visualizations for Windows Media Player (Заставки визуализации для Windows Media Player)
- Plus! Skins for Windows Media Player (Обложки для Windows Media Player)
- Plus! Hyperbowl
- Plus! Russian Square
- Plus! Labyrinth

Microsoft Plus! для Windows XP может быть установлен в более поздних версиях Windows, в частности, он вполне стабильно работает в Windows 7. Однако при использовании тем рабочего стола от Microsoft Plus! для Windows XP автоматически включается упрощенный режим графического интерфейса Aero.
Microsoft Plus! для Windows XP несовместим с Windows 10.